# Unión Internacional de Física Pura y Aplicada
La Unión Internacional de Física Pura y Aplicada (o IUPAP, siglas en inglés de International Union of Pure and Applied Physics) es una sociedad científica dedicada a promover el avance de la física. Fue fundada en 1922 y su primera asamblea general se celebró en París en 1923.
Los propósitos de la Unión son: estimular y promover la cooperación internacional en el estudio y avance de la física, promover congresos internacionales de física, preparar y organizar la publicación de tablas de constantes físicas, promover acuerdos internacionales sobre el uso de símbolos matemáticos, unidades, nomenclatura y otros estándares, promover la libre circulación de científicos y alentar la investigación y la educación.
La Unión celebra sus asambleas generales cada tres años y su comité ejecutivo supervisa las actividades de diecinueve Comisiones Internacionales y tres Comisiones afiliadas. La Unión está formada por miembros representantes de comunidades físicas internacionales siendo en la actualidad 49 organizaciones las que forman parte de la Unión.
La IUPAP es también miembro del Consejo Internacional para la Ciencia (ICSU, International Council for Science).